# Labichea
Labichea es un género de plantas con flores con 32 especies perteneciente a la familia Fabaceae.

## Especies seleccionadas
- Labichea bipunctata
- Labichea brassii
- Labichea brevifolia
- Labichea buettneriana
- Labichea cassioides
- Labichea deserticola
- Labichea digitata
- Labichea diversifolia